# Jeux du Québec
Les Jeux du Québec sont une compétition sportive réservée aux athlètes québécois de moins de 18 ans.
Il y a les Jeux du Québec d'été et les Jeux du Québec d'hiver. Jusqu'en 2007, les deux éditions avaient lieu la même année, lors des années impaires. Depuis 2009, les jeux d'hiver ont lieu les années paires et les jeux d'été, les années impaires. La première édition a eu lieu en 1971.
C'est dans la ville de Saint-Georges que la 61e édition des Jeux du Québec auront lieu à l'été 2027 .

## Liste des éditions
| Année | Hiver                                | Été                      |
| ----- | ------------------------------------ | ------------------------ |
| 1971  | Laval                                | Rivière-du-Loup          |
| 1972  | Montréal                             | Chicoutimi               |
| 1973  |                                      | Rouyn-Noranda            |
| 1974  | Saint-Georges-de-Beauce              | Salaberry-de-Valleyfield |
| 1975  | Rimouski                             | Trois-Rivières           |
| 1976  | Jonquière                            |                          |
| 1977  | LaSalle                              | Sherbrooke               |
| 1978  | Amos                                 | Joliette                 |
| 1979  |                                      | Saint-Georges            |
| 1980  | Thetford Mines                       |                          |
| 1981  | Victoriaville                        | Hull                     |
| 1983  | Saint-Léonard                        | Sept-Îles                |
| 1985  | Dolbeau-Mistassini                   | Charlesbourg             |
| 1987  | Saint-Jérôme                         | Val-d'Or                 |
| 1989  | Matane                               | Saint-Jean-sur-Richelieu |
| 1991  | Mauricie                             | Laval                    |
| 1993  | Baie-Comeau                          | Gaspé                    |
| 1995  | Granby                               | Sherbrooke               |
| 1997  | Les Chutes-de-la-Chaudière           | Montréal                 |
| 1999  | Trois-Rivières                       | Alma                     |
| 2001  | Rimouski                             | Lachine                  |
| 2003  | MRC de Portneuf                      | MRC de l'Amiante         |
| 2005  | Saint-Hyacinthe                      | Amos                     |
| 2007  | MRC de L'Assomption                  | Sept-Îles                |
| 2009  | Blainville/Rosemère/Sainte-Thérèse   |                          |
| 2010  |                                      | Gatineau                 |
| 2011  | Beauharnois/Salaberry-de-Valleyfield |                          |
| 2012  |                                      | Shawinigan               |
| 2013  | Ville de Saguenay                    |                          |
| 2014  |                                      | Longueuil                |
| 2015  | Drummondville                        |                          |
| 2016  |                                      | Montréal                 |
| 2017  | Alma                                 |                          |
| 2018  |                                      | Thetford Mines           |
| 2019  | Québec                               |                          |
| 2020  |                                      | Laval                    |
| 2021  | Rivière-du-Loup                      |                          |
| 2023  |                                      | Rimouski                 |
| 2024  | Sherbrooke                           |                          |
| 2025  |                                      | Trois-Rivières           |
| 2026  | Blainville                           |                          |
| 2027  |                                      | Saint-Georges-de-Beauce  |
| 2028  | Victoriaville                        |                          |

## Les régions
Le Québec est divisé en 19 régions. Chaque région tient une compétition dans chaque discipline d'où émerge une élite qui s'affronte lors de la finale provinciale.
- Abitibi-Témiscamingue
- Bourassa (Anjou, Montréal-Est, Montréal-Nord, Saint-Léonard)
- Capitale-Nationale
- Centre-du-Québec
- Chaudière-Appalaches
- Côte-Nord
- Est-du-Québec (Bas-Saint-Laurent et Gaspésie–Îles-de-la-Madeleine)

- Estrie

Logo des Jeux de Montréal

- Lac-Saint-Louis (ouest de l'île de Montréal)
- Lanaudière
- Laurentides
- Laval
- Mauricie
- Montréal
- Outaouais
- Richelieu-Yamaska
- Rive-Sud
- Saguenay-Lac-Saint-Jean
- Sud-Ouest (de la Montérégie)

## Sports

### Été (2023)[6]
- Athlétisme
- Baseball
- Basketball
- Cyclisme sur route
- Golf
- Natation Artistique (anciennement nage synchronisée)
- Natation (incluant eau libre et para nageur)
- Soccer
- Softball
- Tir à l'arc
- Triathlon
- Vélo de montagne
- Voile
- Volleyball
- Volleyball de plage

### Hiver (2024)[4]
- Badminton
- Basketball (AQSFR)
- Boxe olympique
- Curling
- Escrime
- Gymnastique
- Gymnastique, trampoline
- Haltérophilie
- Hockey sur glace
- Judo
- Karaté
- Patinage artistique
- Patinage de vitesse
- Plongeon
- Ringuette
- Ski de fond
- Tennis de table